# Phyllostachys bissetii
Phyllostachys bissetii és una espècie de bambú originària de l'Àsia.
Molt rústic, tolera molt bé el fred (-22 °C). És utilitzat en jardineria, per fer tanques vegetals. Les canyes poden arribar a 10 metres d'alçada.